# Meanwhile in Bucharest
Meanwhile in Bucharest este un film românesc din 2014 regizat de Roxana Andrei.